# Montage expressif
 (juillet 2013).
Si vous disposez d'ouvrages ou d'articles de référence ou si vous connaissez des sites web de qualité traitant du thème abordé ici, merci de compléter l'article en donnant les références utiles à sa vérifiabilité et en les liant à la section « Notes et références ».
Le montage expressif (montage parallèle et montage alterné) est une figure de montages qui concerne l'alternance de plusieurs séquences, leurs mises en parallèle pour créer un nouveau tout.
Marcel Martin opère un distinguo, au sein de ce qu'il nomme montage expressif, entre :
- le montage alterné est un procédé consistant à juxtaposer des plans qui diffèrent par le lieu, en suggérant la continuité temporelle de la séquence.
- le montage parallèle, fondé sur un rapprochement « symbolique » entre des plans qui diffèrent par le lieu et/ou le temps.

Chez Christian Metz, le syntagme alterné correspond au montage alterné de Marcel Martin, il implique une simultanéité. En revanche, le syntagme parallèle implique lui des rapports thématiques.
Si les deux expressions ne sont pas synonymes, la nuance entre les deux est parfois difficile à établir. André Gardies et Jean Bessalel citent dans 200 mots-clés de la théorie du cinéma, les conférences des truands et celle des forces de l'ordre dans M le maudit de Fritz Lang. Ces deux conférences ont-elles « réellement »  (dans la diégèse du film) lieu en même temps (montage alterné) ou bien ont elle été rapprochées par Lang pour montrer leur similitude (montage parallèle) ?

## Histoire
Même si le débat peut-être qualifié de « byzantin », établir un semblant de chronologie du montage parallèle et du montage alterné peut se faire avec deux exemples emprunté à Griffith:

### Naissance d'une nation
La scène finale de Naissance d'une nation (1915) correspond à un montage alterné : Sauveur et victime sont dans deux espaces mais ils partagent la même diégèse. On précise même montage alterné ou parallèle convergent. À vrai dire, l'aporie (la contradiction dans le raisonnement) de définir un montage comme étant à la fois parallèle et convergent a mené à l'introduction de l'expression « alterné ».

### Intolérance
La structure même d'Intolérance est un montage parallèle de quatre « films » qui ne se rencontrent jamais : 
- L'épisode antique
- la Passion du Christ
- Le Massacre de la Saint-Barthélemy
- L'épisode contemporain

Les passages d'un épisode à l'autre, tel un zapping, se font d'abord en passant par un cinquième lieu, « le berceau »; mais à la fin, le spectateur passe directement d'une époque à l'autre.

## Exemple rythmique
La séquence finale, le Lacrimosa, de Requiem for a Dream offre un exemple de montage parallèle. Trois séquences associées à trois personnages sont montées alternativement. Pour chaque personnage, il s'agit d'un climax dramatique :
- La mère à l'hôpital subit un traitement à base d'électrochocs
- Le fils, en prison, va se faire amputer
- La petite amie qui participe à un spectacle sexuel avilissant

Des chocs naissent de ces rapprochements. La préparation de la purée répond au spectacle sexuel auquel participe la petite amie.

## Montage alterné
- Premier plan : un homme cuisine dans une maison,
- deuxième plan : une femme conduit une voiture et s'arrête près d'une maison,
- troisième plan : l'homme qui cuisine entend la sonnette d'entrée,
- quatrième plan : la femme attend derrière la porte,
- cinquième plan : la porte s'ouvre et on voit l'homme et la femme réunis dans le même plan.

## Usage absurde du procédé
Une séquence de quelques minutes (en temps diégétique) peut être mise en parallèle avec une seconde séquence qui elle s'étend sur plusieurs mois à seule fin de créer un suspens.